# Bataw
Bataw (Árabe Egipcio: بتاو) es un pan de levadura de Egipto. Es ampliamente consumido en el campo egipcio. Los ingredientes principales del pan varían según la región.

## Variaciones
En Asyut, a menudo se hace con cebada, maíz o una mezcla de cebada y trigo. En Akhmim se hace comúnmente con maíz y fenogreco, mientras que en Qena, más al sur en el Alto Egipto, se hace exclusivamente con cebada.

## Preparación
Los trozos de masa con forma de bola se colocan en un horno, tradicionalmente con una cuchara de madera con un mango largo denominado maghrafa (árabe egipcio: مغرفة), y luego se aplanan con el lado inferior de la misma. El pan se quita cuando se vuelve marrón y crujiente.

## Consumo
En el campo, los agricultores a menudo comen con varios tipos de quesos blancos suaves como una comida ligera entre el desayuno y la cena.